# دولة الوضع الراهن
دولة الوضع الراهن (بالإنجليزية: Status quo state) هو مصطلح من نظرية انتقال القوة داخل المجال الأوسع للعلاقات الدولية. يتم استخدامه لوصف الدول، التي على عكس الدول التعديلية، ترى النظام الدولي والقانون الدولي وحتى اقتصاديات السوق الحرة في كثير من الأحيان باعتبارها جوانب متكاملة من الطيف الدولي يجب التمسك بها.
تسعى دول الوضع الراهن إلى الحفاظ على الأشياء كما هي، في حين تسعى الدول التعديلية إلى تغيير الأشياء في السياسة الدولية. عندما يصنف العلماء الدول، فإنهم قادرون على شرح النتائج المهمة في السياسة الدولية، مثل الحرب والسلام.
بشكل عام، هناك علاقة مباشرة بين هيمنة الدولة، على الصعيدين السياسي والاقتصادي، ومكانتها إما كدولة وضع راهن أو دولة تعديلية. الدول القوية والمؤثرة في العلاقات الدولية مثل المملكة المتحدة وفرنسا ودول أخرى مثل اليابان التي استفادت من الليبرالية الغربية، من المرجح أن تندرج تحت فئة دول الوضع الراهن، في حين أن كوريا الشمالية وإيران والدول الأخرى غير الراضية عن مكانتها في النظام الدولي غالبا ما تعتبر دول تعديلية.
لا يحتاج النظام الذي يتكون في الغالب من دول الوضع الراهن إلى التحول إلى حرب. علاوة على ذلك، إذا اعترفت دول الوضع الراهن ببعضها البعض على هذا النحو ولم تتعرض للتهديد من قبل بعضها البعض، فيجب أن تواجه مشكلات أقل تعيق التعاون (على سبيل المثال، مخاوف تتعلق بالمكاسب النسبية) مما لو كانت تخشى نوايا الآخرين.